# Kabupaten de Luwu du Nord
Le kabupaten de Luwu du Nord, en indonésien Kabupaten Luwu Utara, est un kabupaten de la province indonésienne de Sulawesi du Sud dans l'île de Célèbes. Son chef-lieu est Masamba.